# 鳥取エクスプレス
鳥取エクスプレス（とっとりエクスプレス）は、かつて岡山県岡山市・真庭市・津山市と鳥取県鳥取市を結んでいた高速バスである。
なお、日本交通では岡山エクスプレスと案内されることがある。

## 概要
1日3往復運行していた。
起点と終点の間が一部を除き高速道路（山陽自動車道・岡山自動車道・中国自動車道・鳥取自動車道）で直結されているにもかかわらず、佐用JCT経由の大回りを避けるために、途中の津山IC - 智頭IC間は一般国道である国道53号を経由してショートカットするという経路上の特徴を持つ。

## 予約
3往復全便座席指定制で、インターネット・コンビニ（ローソン・ファミリーマート）予約（発券）・メール予約も可能だったが、当日空席がある場合に限り予約なしでも乗車できた。

## 歴史
- 2001年（平成13年）11月 - 1日2往復で運行を開始[1]。
- 2003年（平成15年）3月 - 1日4往復に増便[1]。
- 2004年（平成16年）12月10日 - 津高（シモデン津高駐車場）、北房水田（岡山道）、津山北（中国道）に停車開始。
- 2005年（平成17年）9月 - 1日3往復に減便[1]。
- 2008年（平成20年）9月1日 日本交通担当便のみで実施していた飲料サービス（水・湯・茶）を廃止（下津井電鉄担当便は当初からなし）。
- 2009年（平成21年）4月1日 - 智頭 - 河原間が鳥取自動車道経由に変更、それに伴い用瀬・河原両バス停を変更。
- 2010年（平成22年）
  - 4月1日 - 河原 - 鳥取間が鳥取自動車道経由に変更。
  - 6月1日 - 岡山駅前の発着場所を、ワシントンホテルプラザ前（12番乗り場）から岡山駅西口バスターミナル（26番乗り場）へ変更。
- 2012年（平成24年）12月10日 - 天満屋バスセンターの停車を廃止。
- 2014年（平成26年）9月30日 - この日の運行をもって廃止となった[1]。

## 運行会社
- 下津井電鉄
  - 本社営業所が1往復を担当。
- 日本交通 (鳥取県)
  - 鳥取バス営業所が2往復を担当。

## 運行経路・停車停留所
太字は停車停留所。岡山県内及び鳥取県内での相互の乗降はできない。
- 岡山駅西口 - 国道53号 - 津高（シモデン津高駐車場） - 岡山IC - 山陽自動車道 - 岡山自動車道 - 北房水田 - 岡山自動車道 - 中国自動車道 - 津山北 - 中国自動車道 - 津山IC - 国道53号 - 智頭（京橋・諏訪保育園前） - 国道53号 - 智頭IC - 鳥取自動車道 - 用瀬PA - 河原IC - 鳥取自動車道 - 鳥取南IC - 国道53号 - 鳥取駅バスターミナル

## 運行回数
- 昼行3往復

## 車内設備
- 3列シート（4列シートの場合あり）
- フットレスト
- 読書灯
- おしぼり

## 運行車両
- 原則として、3列シート、トイレ付きのハイデッカーで運行されているが、4列シート、トイレなし、または4列シート、トイレ付きに変更される場合がある。